# Pimoa clavata
Espèce
Pimoa clavata est une espèce d'araignées aranéomorphes de la famille des Pimoidae.

## Distribution
Cette espèce est endémique de Chine. Elle se rencontre au Hebei et à Pékin.

## Description
Le mâle holotype mesure 6,42 mm et la femelle paratype 6,30 mm.

## Publication originale
- Xu & Li, 2007 : Taxonomic study of the spider family Pimoidae (Arachnida: Araneae) from China. Zoological Studies, vol. 46, p. 483-502 (texte intégral).